# ラ・ロサ・ネグラ
ラ・ロサ・ネグラ（La Rosa Negra）ことニルカ・ガルシア・ソリス（Nilka García Solís、1981年11月14日 - ）は、プエルトリコのプロレスラーである。

## 経歴
母国プエルトリコのWWCでプロレスデビューし、WWC女子王座を3度戴冠。

### リング・ウォリアーズ
2012年7月14日、リング・ウォリアーズにて、シエナ・デュバルとシュー・ヤンを退け初代RW Battling Bombshells王座を奪取。王座デュバルに奪われるも奪還し、以降は2015年3月28日にサンタナ・ギャレットのNWA世界女子王座とのダブルタイトルマッチで敗れるまで3年間を保持した。

### Shine
2013年2月22日のShine 7にてShineデビューを果たし、3WAYでティナ・サンアントニオに勝利。

### スターダム
2015年8月、スターダムに初来日を果たし、STARDOM 5★STAR GPにエントリー。その後は大江戸隊に加わり、9月5日にハドソン・インヴィと組み、紫雷イオ&岩谷麻優組が持つゴッデス・オブ・スターダム王座に挑むが敗れる。
9月23日、スター・ファイヤーを破り、ハイスピード王座奪取に成功。しかし、10月11日に岩谷麻優に敗れ初防衛失敗。

## 得意技
- Rose Splash

## 獲得タイトル
- PWS
  - PWS Bombshells王座

- リング・ウォリアーズ
  - Battling Bombshells王座（2回）

- Vendetta Pro Wrestling
  - ルナ・バションカップ (2015)[8]

- スターダム
  - ハイスピード王座[6]

- WWC
  - WWC女子王座（3回）